# Bridge of Earn
Bridge of Earn est une ville située dans le Perth and Kinross, en Écosse. En 2020 la population de Bridge of Earn est estimée à 2 920 habitants.